# Philippe Furrer
Philippe Furrer (* 16. Juni 1985 in Bern) ist ein ehemaliger Schweizer Eishockeyspieler, der im Verlauf seiner aktiven Karriere zwischen 2000 und 2022 unter anderem über 800 Spiele für den SC Bern, den HC Lugano und  Fribourg-Gottéron in der Schweizer National League auf der Position des Verteidigers bestritten hat. Mit dem SC Bern wurde Furrer zweimal Schweizer Meister und einmal Schweizer Cupsieger.

## Karriere
Furrer durchlief zunächst die Juniorenabteilungen seines Heimatvereins SC Bern, ehe er in der Saison 2001/02 sein Debüt in der Nationalliga A (NLA) bei den Profis gab. Im Sommer 2003 wurde er während des NHL Entry Draft 2003 von den New York Rangers aus der National Hockey League (NHL) in der sechsten Runde an 173. Stelle ausgewählt, verpasste aber die gesamte Spielzeit 2003/04 wegen einer Hüftverletzung mit anschliessender Operation. Nach seiner Rückkehr zur darauffolgenden Saison verbesserte er sein Spiel stetig und erreichte in der Spielzeit 2006/07 die Schweizer Vizemeisterschaft. In den Saisons 2009/10 und 2012/13 gewann er mit dem SC Bern die Schweizer Meisterschaft.
Im September 2014 unterschrieb Furrer nach 14 Jahren als Profi beim SCB einen Dreijahresvertrag beim HC Lugano, der ab der Saison 2015/16 galt. Für Lugano absolvierte er über 160 Pflichtspiele in der NLA, dem Schweizer Pokalwettbewerb, der Champions Hockey League sowie beim Spengler Cup. Beim Spengler Cup 2015 wurde er in das All-Star-Team des Turniers gewählt. Im Oktober 2017 entschied er sich für einen Dreijahresvertrag bei Fribourg-Gottéron, der ihn bis 2021 an das Team band. Nach der Saison 2021/22 beendete der Verteidiger seine Karriere.

### International
In der Saison 2007/08 gehörte Furrer zu den besten Offensiv-Verteidigern der Liga, was zu einer Berufung in das Schweizer Nationalkader für die Weltmeisterschaft 2008 führte. Während der Weltmeisterschaft, bei der die Schweiz den siebten Platz erreichte, schoss er im Viertelfinal gegen den späteren Weltmeister Russland ein Eigentor.
Bei der Weltmeisterschaft 2013 in Stockholm und Helsinki war er erneut Teil der Nationalmannschaft und errang mit dieser die Silbermedaille. Weitere internationale Turniere in seiner Karriere waren die Weltmeisterschaft 2017 sowie die Olympischen Winterspiele 2018 in Südkorea. Nach dem Olympiaturnier 2018 beendete er seine Nationalmannschaftskarriere.

## Erfolge und Auszeichnungen
| - 2007 Schweizer Vizemeister mit dem SC Bern - 2010 Schweizer Meister mit dem SC Bern - 2012 Schweizer Vizemeister mit dem SC Bern - 2013 Schweizer Meister mit dem SC Bern | - 2015 Schweizer Cupsieger mit dem SC Bern - 2015 Spengler Cup All-Star Team - 2016 Schweizer Vizemeister mit dem HC Lugano - 2018 Schweizer Vizemeister mit dem HC Lugano |

### International
- 2013 Silbermedaille bei der Weltmeisterschaft

## Karrierestatistik

### International
Vertrat die Schweiz bei:
| - U18-Junioren-Weltmeisterschaft 2002 - U20-Junioren-Weltmeisterschaft 2003 - U18-Junioren-Weltmeisterschaft 2003 - U20-Junioren-Weltmeisterschaft 2005 - Weltmeisterschaft 2008 - Weltmeisterschaft 2009 | - Olympischen Winterspielen 2010 - Weltmeisterschaft 2011 - Weltmeisterschaft 2012 - Weltmeisterschaft 2013 - Weltmeisterschaft 2017 - Olympischen Winterspielen 2018 |

(Legende zur Spielerstatistik: Sp oder GP = absolvierte Spiele; T oder G = erzielte Tore; V oder A = erzielte Assists; Pkt oder Pts = erzielte Scorerpunkte; SM oder PIM = erhaltene Strafminuten; +/− = Plus/Minus-Bilanz; PP = erzielte Überzahltore; SH = erzielte Unterzahltore; GW = erzielte Siegtore; 1 Play-downs/Relegation; Kursiv: Statistik nicht vollständig)